# Famille Jełowicki
La famille Jełowicki, parfois Jałowiecki, est une famille princière polonaise d'origine ruthèno-lituanienne, portant les armoiries propres à son nom, Jełowicki. Ils se servent du préfixe Bożeniec. Leurs domaines étaient principalement situés en Volhynie à l'Est de la Couronne du royaume de Pologne et leur lieu de résidence principal centré sur le domaine de Łanowce, (en Ukraine actuelle). Cette ancienne famille a fourni au cours des siècles de nombreux magistrats et sénateurs ainsi que des prélats et membres du clergé. La famille est apparentée avec d'autres familles de la région telles que les Czartoryski, Woroniecki, Sokolski, Ostrogski ou Wiśniowiecki.

## Patronymie
Jełowicki se rattache au nom domanial de Jałowicze, Jałowicz voir Jełowicz, où ils sont enregistrés dès 1528 en Lituanie,.

## Titre princier
L'historien polonais, Kasper Niesiecki, estime que les Jelowicki sont les descendants des princes de Pereiaslav, et suivant Józef Jabłonowski leur ancêtre est Izaslav prince de Pereiaslav. Selon Adam Kosiński les Jelowicki sont probablement les descendants des princes de Kropotkine qui s'éteignent au XVIe siècle. Selon ce dernier, ceci est dû au fait que le nom de leur domaine principal à l'époque était Jalowicze/Jelowicz, puisqu'ils se signent Jełowicki, en tant qu'originaires de Jełowicz.
En outre le 28 février 1841 un décret d'une commission d'indygenat accorde à la famille le titre princier confirmé par l'office héraldique russe.

## Histoire
C'est en Volhynie qu'en 1444 Paszko Bożeniec Jełowicki, après avoir résisté à l'invasion tatare, reçoit en récompense le domaine de Łanowce du roi Casimir IV Jagellon. Il se convertit de l'orthodoxie au catholicisme et prête serment à la couronne de Pologne. En 1568 Sawa Jełowicki y construit un château-fort en bois pour défendre la région contre les incursions turques, or celui-ci est démoli par les Cosaques zaporogues en 1642. Une reconstruction entourée de fossés prend forme en 1668, mais s'écroule déjà en 1672 durant le passage des Turques. Le domaine et ses terres attenantes ne tombent sous l'hégémonie russe qu'après la troisième partition de la Pologne, en 1795. En 1838 l'église paroissiale disparait dans un incendie. En 1860 Teodor Jełowicki y fait reconstruire l'église. La famille perd son domaine à la suite de l'Insurrection de Janvier, ce dernier soupçonné de complicité avec le soulèvement en 1863, est obligé de vendre aux enchères ses terres par ordre du Tsar en 1865.

## Branches

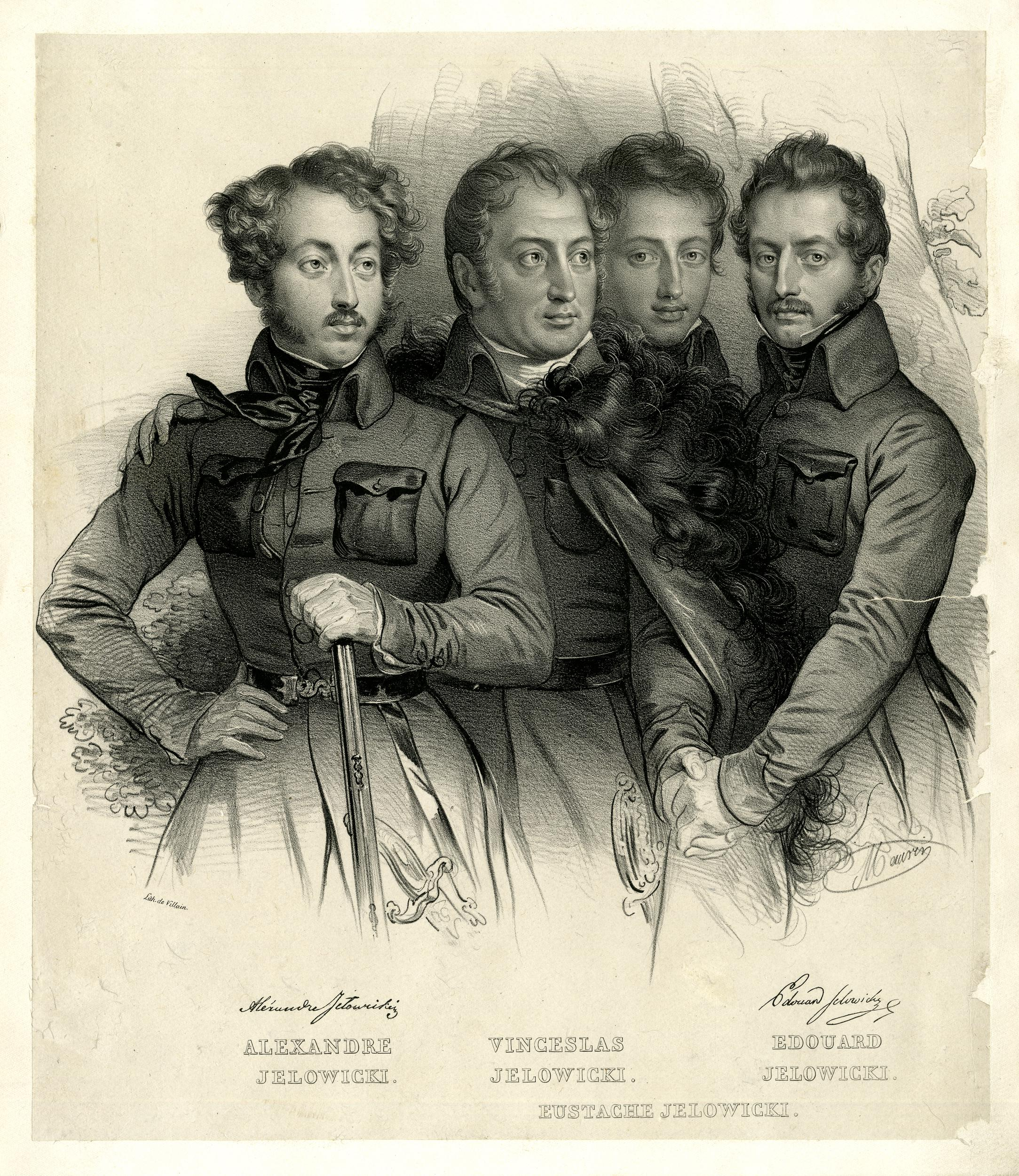
Gravure du temps de l'Insurrection de Novembre de g. à dr. Aleksander, Wacław Jełowicki père, Eustachy et Edward, ses trois fils.

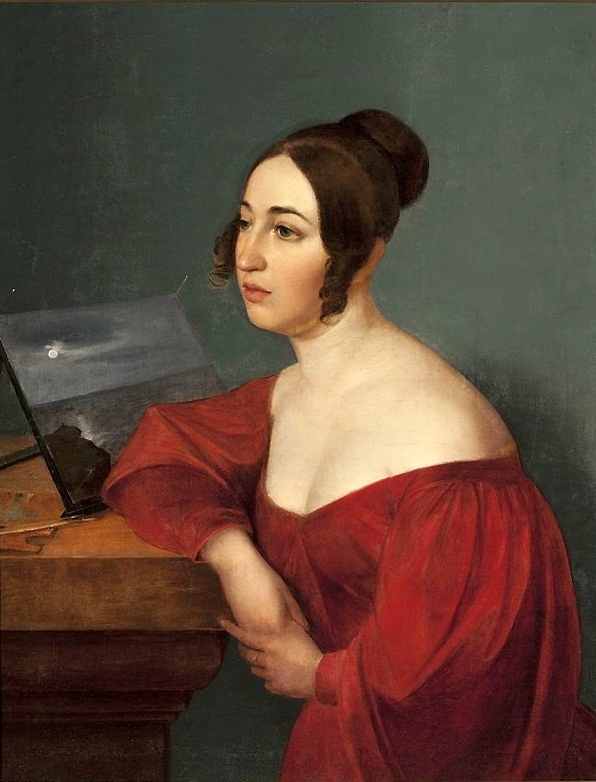
Hortensja Jełowicka Sobańska, fille de Wacław. Portrait de Wojciech Stattler.

Au début du XVIIIe siècle une branche de la famille déménage et s'installe en Podolie dans l'oblast de Bratslav où leur immense propriété est sous exploitation agricole et dont l'étendue et les revenus s'agrandissent avec l'ouverture du port d'Odessa en 1794 grâce à l'exportation des céréales.
Stefan Jełowicki dont la femme est membre des Iwankiewicz, reçoit en héritage d'Antoni Jaroszyński, le domaine de  Siennica dans le powiat de Mińsk Mazowiecki.
En 1830 les Jełowicki de Podolie font preuve de leur devouement pour leur patrie, la Pologne. Wacław Jełowicki et ses trois fils Edward, Aleksander et Eustachy s'impliquent tous les quatre directement dans l'insurrection de Novembre contre le régime du tsar Nicolas Ier. Waclaw séparé de ses fils, meurt sur le champ de bataille en mai 1831,.

## Personnalités
- Paszko Bożeniec Jełowicki (†1450) - vaincoeur des Tatars
- Iwan Bożeniec Jełowicki (†1550)
- Hniewosz Bożeniec Jełowicki (†1568) - officier de Casimir IV Jagellon
- Sawa Bożeniec Jełowicki (†1590) - érige le château fort de Łanowce
- Zachariasz Jełowicki (pl) (†1629) – secrétaire du roi Sigismond Vasa
- Józef Bożeniec Jełowicki (1667-1708) - maître de la chasse du roi en Volhynie
- Jérôme Jełowicki (pl) (1672–1732) – évêque
- Antonina Niemiryczowa, née Jełowicka (en) (1702–1780), poète du baroque [14]
- Stanislas Jełowicki (pl) (1742–1811) – député à la Diète de Quatre Ans
- Wacław Jełowicki (pl) (1778–1831) – propriétaire, insurgent
- Nicolas Jełowicki (1794-1867) - propriétaire, insurgent, journaliste, écrivain
- Édouard Jełowicki (1803–1848) – insurgent, colonel et inventeur Virtuti Militari.
- Aleksander Jełowicki (1804–1877) – poète, éditeur, prêtre Virtuti Militari.
- Eustachy Jełowicki (pl) (1805–1869) – propriétaire, insurgent
- Teodor Jełowicki (1828-1905) - juriste, musicien, philanthrope
- Adolf Jełowicki (pl) (1840–1898) – philosophe
- Pelagia Popławska, née Jełowicka (pl) (1853–1915) – médecin
- Adolf Józef Jełowicki (pl) (1863–1937) – évêque, écrivain
- Witold Jełowicki (pl) (1874–1927) – juriste et juge
- Gustaw Jełowicki (pl) (1880–1965) – prêtre
- Jerzy Jełowicki (en) (1899-1939) - Ingénieur agronome, officier et peintre Virtuti Militari.
- Jerzy Karol Jełowicki (pl) (1941–2006) – membre du Conseil des Polonais de Belgique